# 横塘街道
横塘街道是江苏省苏州市高新区（虎丘区）下辖的一个街道办事处，位于苏州高新区的南部，紧邻苏州古城的西南侧。2003年，由原横塘镇改设。面积12.66平方千米。2000年，横塘镇人口为65084人。2003年，横塘镇辖1个居委会（横塘）和5个村（新丰、石湖、梅湾、青春、渔场）。
横塘位于胥江沿线，水运方便，是苏州附近较早兴起的驿站和商业集镇，南宋诗人范成大就有“年年送客横塘路”的诗句。同时，横塘历来也是苏州市民郊游的重要去处，石湖、上方山风景区开发很早，此外还有唐寅墓、彩云桥等众多古迹。
横塘的经济以第三产业为主，装饰、建筑材料市场规模较大。另外，石湖、上方山景区正在恢复。